# 三陸ブロードネット
三陸ブロードネット株式会社（さんりくブロードネット、SBN）は、岩手県釜石市に本社を置く第三セクターのケーブルテレビ局である。

## 本社所在地
- 岩手県釜石市大町1丁目2-1 NTTビル2F
- 1987年（昭和62年）11月1日 - 釜石ケーブルテレビ株式会社設立
  - 三陸ブロードネット株式会社に社名変更する。

## サービスエリア
- 岩手県釜石市

## 放送チャンネル

### テレビ局
| デジタル | 放送局             | 1 | NHK盛岡総合 |
| 2        | NHK盛岡教育        |   |             |
| 4        | テレビ岩手         |   |             |
| 5        | 岩手朝日テレビ     |   |             |
| 6        | IBC岩手放送        |   |             |
| 8        | 岩手めんこいテレビ |   |             |

### ラジオ局
| MHz  | 放送局    |
| ---- | --------- |
| 79.2 | FM岩手    |
| 85.1 | NHK盛岡FM |